# Ai lên xứ hoa đào
"Ai lên xứ hoa đào" là một sáng tác của nhạc sĩ Hoàng Nguyên vào năm 1960. Đây là một trong những bài hát nổi tiếng nhất trong sự nghiệp của nhạc sĩ Hoàng Nguyên, ngoài bài hát Tà áo tím, Tiếng hai đêm và Thưở ấy yêu nhau.

## Xuất xứ
Năm 1954, nhạc sĩ Hoàng Nguyên về Đà Lạt dạy học tại Trường Tuệ Quang. Tại đây, trước cảm xúc về vẻ đẹp thiên nhiên của Đà Lạt, ông đã sáng tác bài hát Ai lên xứ hoa đào, Đà Lạt mưa bay, Hoa đào ngày xưa, Bài thơ hoa đào để nói về Đà Lạt.
Sau khi ông ra tù vào năm 1961, nhà xuất bản Tinh Hoa Miền Nam đã xuất bản nhạc phẩm này của ông và đã từng tái bản khá nhiều lần.

## Nội dung
Bài hát viết theo giọng trưởng, nhịp 4/4, điệu Bolero, nói về cảnh hoa đào ở Đà Lạt.
Ai lên xứ hoa đào dừng chân bên hồ nghe chiều rơi,

Nghe hơi giá len vào hồn người chiều xuân mây êm trôi

Thông reo bên suối vắng, lời dìu dặt như tiếng tơ,

Xuân đi trong mắt biếc lòng dạt dào nên ý thơ

Nghe tâm tư mơ ước mộng đào nguyên đẹp như chuyện ngày xưa

## Trình bày
Bài hát đã được ca sĩ Lệ Thanh trình bày lần đầu tiên, sau này đến lượt Lệ Thu, Hà Thanh trình bày. Sau  năm 1975, bài hát đã được rất nhiều ca sĩ trong nước lẫn hải ngoại trình diễn, như Ánh Tuyết, Hoàng Oanh,...và gần đây nhất, đã có một ca sĩ quay MV.

## Ảnh hưởng
Tên bài hát đã được đặt cho một số CD, như CDPH20 : Ai lên xứ hoa đào, CD Giáng Ngọc: Ai lên xứ hoa đào, Thanh Lan 7: Ai lên xứ Hoa Đào